# Соф'ян Мелліті
Соф'ян Мелліті (араб. سفيان مليتي; нар. 18 серпня 1978, Сільяна) — туніський футболіст, що грав на позиції півзахисника.
Виступав, зокрема, за клуб «Есперанс», а також національну збірну Тунісу.

## Клубна кар'єра
У дорослому футболі дебютував 1997 року виступами за команду клубу «Есперанс», в якій провів чотири сезони.
Згодом з 2001 по 2006 рік грав у складі команд клубів «Олімпік» (Бежа), «Бізертен», «Хаммам-Ліф», «Ворскла» та «Ґазіантепспор».
Завершив професійну ігрову кар'єру у клубі «Хаммам-Ліф», у складі якого вже виступав раніше. Прийшов до команди 2006 року, захищав її кольори до припинення виступів на професійному рівні у 2007 році.

## Виступи за збірну
У 1998 році дебютував в офіційних матчах у складі національної збірної Тунісу. Протягом кар'єри у національній команді, яка тривала 9 років, провів у формі головної команди країни лише 14 матчів, забивши 1 гол.
У складі збірної був учасником чемпіонату світу 2006 року у Німеччині, Кубка африканських націй 2006 року в Єгипті.